# Heggelbach (Tettnang)
Heggelbach ist ein Weiler, der zur Ortschaft Langnau und damit zur baden-württembergischen Stadt Tettnang im Bodenseekreis gehört.

## Lage
Der Weiler Heggelbach liegt etwa acht Kilometer südöstlich der Tettnanger Stadtmitte, auf einer Höhe von 456 m ü. NHN, im Tal der Argen, zwischen dem ebenfalls zu Tettnang gehörenden Weiler Steinenbach im Nordwesten, dem zu Neukirch gehörenden Summerau im Nordosten und dem Schloss Achberg im Osten.

## Verkehr
Heggelbach ist nur über eine Zufahrtsstraße von Langnau durch das Argental erreichbar; die nächste Haltestelle des Bodensee-Oberschwaben Verkehrsverbunds (bodo) befindet sich in Steinenbach.
Durch Heggelbach verlaufen mehrere von der Stadt Tettnang und der Gemeinde Achberg ausgeschilderte Wanderwege sowie die erste Etappe des Jubiläumswegs Bodenseekreis. Sie führt vom Kressbronner Bahnhof nach Neukirch und quert hier über einen Hängesteg die Argen.